# 科斯金河

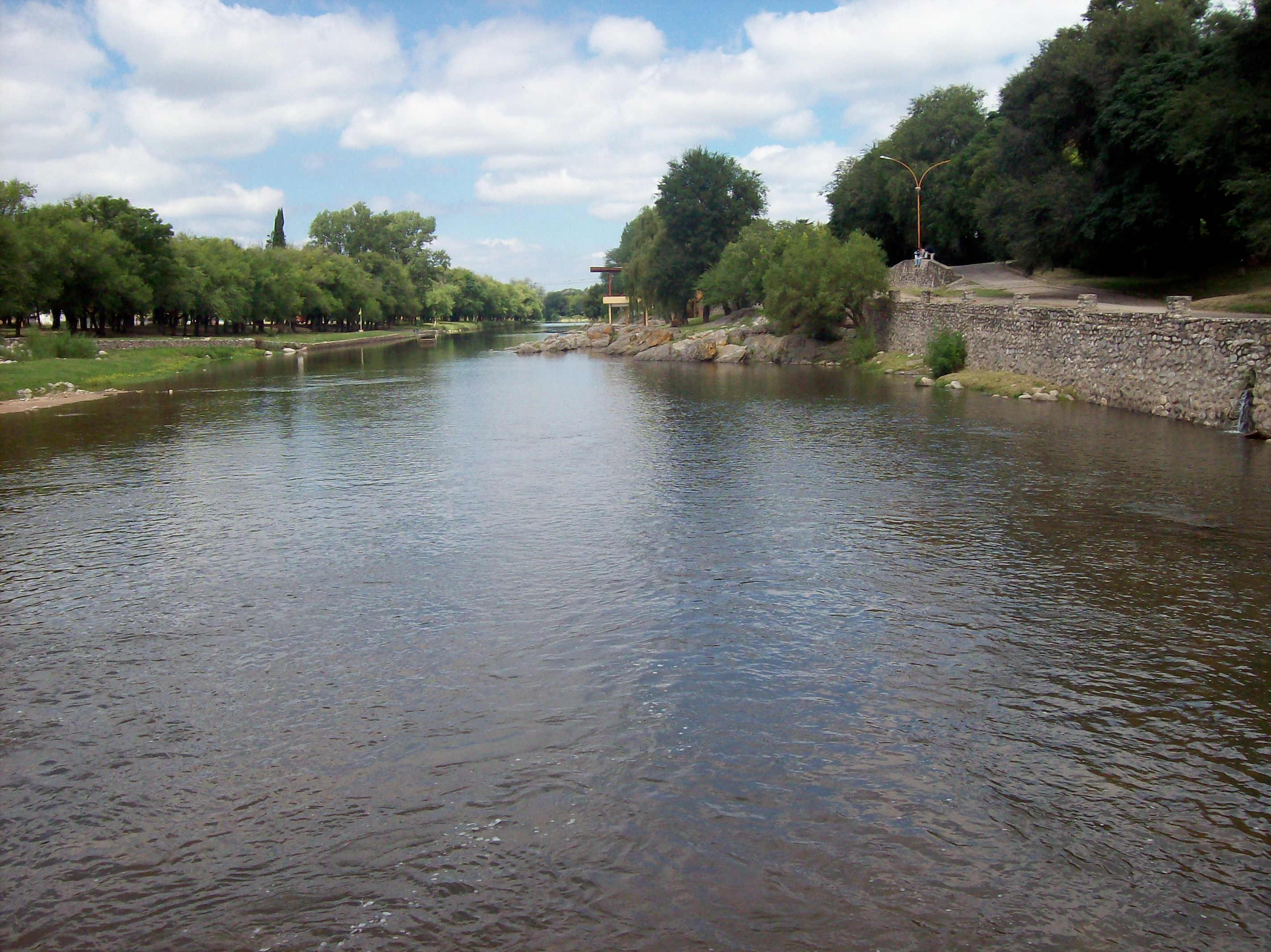
科斯金河

科斯金河（西班牙語：Río Cosquín）是阿根廷的河流，位於科爾多瓦省，河道全長13公里，流域面積500平方公里，發源自距離科斯金3公里處，最終注入聖羅克湖。

## 外部連結
- Visite Cosquín （西班牙文）

31°13′S 64°29′W / 31.217°S 64.483°W